# San Isidro (Isabela)
San Isidro è una municipalità di quinta classe delle Filippine, situata nella Provincia di Isabela, nella Regione della Valle di Cagayan.
San Isidro è formata da 13 baranggay:
- Camarag
- Cebu
- Gomez
- Gud
- Nagbukel
- Patanad
- Quezon
- Ramos East
- Ramos West
- Rizal East (Pob.)
- Rizal West (Pob.)
- Victoria
- Villaflor